# Doomsday (film, 2008)
Pour les articles homonymes, voir Doomsday.
Pour plus de détails, voir Fiche technique et Distribution.
Doomsday est un film de science-fiction post-apocalyptique multinational écrit et réalisé par Neil Marshall et sorti en 2008.

## Synopsis
En 2008, un terrible virus tue 90 % des habitants de l'Écosse. Pour endiguer l'épidémie, le gouvernement britannique construit un mur infranchissable autour du territoire. En 2035, lorsque le même virus réapparaît au cœur de Londres, un commando dirigé par le major Eden Sinclair est envoyé en mission en Écosse pour rechercher un éventuel vaccin parmi les survivants. Ils seront alors confrontés à un monde barbare et cruel.

## Fiche technique
Sauf indication contraire, les informations mentionnées dans cette section peuvent être confirmées par la base de données cinématographiques IMDb,  présente dans la section « Liens externes ».
- Titre original et français : Doomsday
- Réalisation et scénario : Neil Marshall
- Musique : Tyler Bates
- Photographie : Sam McCurdy
- Montage : Andrew MacRitchie
- Direction artistique : Steve Carter
- Décors : Simon Bowles
- Costumes : John Norster
- Production : Benedict Carver, Steven Paul (en)
- Sociétés de production : Rogue Pictures, Intrepid Pictures, Crystal Sky Pictures, Scion Films, Moonlighting Films et Internationale Filmproduktion Blackbird Dritte
- Sociétés de distribution : Universal Pictures  États-Unis, SND  France
- Budget : 30 millions de dollars
- Pays d'origine :  Royaume-Uni,  États-Unis,  Afrique du Sud et  Allemagne[1]
- Langue originale : anglais
- Format : Couleurs (Technicolor) - 35 mm - 2,35:1 (Vistavision) -  Son Dolby numérique
- Genre : science-fiction post-apocalyptique, dystopie
- Durée : 105 minutes, 113 minutes (version longue)
- Dates de sortie[2] :
  - États-Unis : 14 mars 2008
  - France : 2 avril 2008
- Classification[3] :
  - États-Unis : R
  - France : interdit aux moins de 12 avec avertissement

## Distribution
- Rhona Mitra (VF : Laurence Charpentier) : Eden Sinclair
- Bob Hoskins (VF : Vincent Grass) : Bill Nelson
- Adrian Lester : Norton
- Alexander Siddig : John Hatcher
- David O'Hara (VF : Bruno Dubernat) : Michael Canaris
- Malcolm McDowell (VF : Bernard Métraux) : Kane
- Craig Conway (en) (VF : Pascal Massix) : Sol
- Nora-Jane Noone : Read
- Sean Pertwee : le docteur Talbot
- MyAnna Buring : Cally, la fille dans la baignoire
- Nathalie Boltt : Jane Harris

## Accueil

### Box office
| Pays ou région     | Box-office      | Date d'arrêt du box-office | Nombre de semaines |
| ------------------ | --------------- | -------------------------- | ------------------ |
| États-Unis, Canada | 11 008 770 $    | 10 avril 2008              | 4                  |
| France             | 146 813 entrées | -                          | -                  |
| Total mondial      | 22 472 631 $    |                            |                    |